# Ahliesaurus brevis
Espèce
Statut de conservation UICN

 LC 15 août 2019 : Préoccupation mineure
Ahliesaurus brevis est une espèce de poisson osseux marin de la famille des Notosudidae.

## Systématique
L'espèce Ahliesaurus brevis a été décrite pour la première fois en 1976 par les ichtyologues danois Erik Bertelsen (d), britannique Norman Bertram Marshall (d) et le naturaliste australien  Gerhard Krefft.

## Description
Ahliesaurus brevis possède un corps allongé qui peut atteindre 21 cm.
Ahliesaurus brevis est une espèce hermaphrodite simultané, c'est-à-dire que tous les individus sont à la fois mâles et femelles
Les juvéniles présentent une belle dentition caniniforme mais les dents disparaissent lorsque les spécimens terminent leur métamorphose.
Les adultes se distinguent facilement de Scopelosaurus harryi une autre espèce de Notosudidae, de par leur nombre de myomères sensiblement inférieurs, soit 42 à 50 pour Ahliesaurus brevis contre 57 à 62 pour Scopelosaurus harryi

## Répartition
Ahliesaurus brevis se trouve dans les océans Pacifique et Indien à des profondeurs variant entre 200 et 3 000 m.

## Étymologie
Son épithète spécifique, brevis, vient du latin "brevis", « court », et fait référence à sa longueur plus faible que celle d'Ahliesaurus berryi.

## Comportement

### Proies
Ahliesaurus brevis se nourrit principalement de crustacés pélagiques et de petits poissons

## Publication originale
- (en) Erik Bertelsen, Gerhard Krefft et Norman B. Marshall, « The fishes of the family Notosudidae », Dana Report, no 86,‎ 1976, p. 1-114.